# Indovision
A Indovision é uma empresa baseada em transmissão direta (DBS) ou televisão direct-to-home por assinatura via satélite e serviço de rádio, inicialmente, na Indonésia. A Indovision é atualmente propriedade da PT MNC Skyvision Tbk.

## História
A Indovision iniciou suas operações em janeiro de 1994.
A Indovision começou seu serviço com cinco canais em Banda C Direct Broadcast Satellite (DBS) serviço analógico. Usando o satélite Palapa C2 para seu sistema de transponder e de radiodifusão, o serviço DBS Banda C apresentava programação de fornecedores internacionais, como a HBO Asia, Star TV, Discovery, bem como a programação local. A seguir, em 1997, foi lançado o satélite Indostar 1, que também era conhecido por Cakrawarta 1.
Este satélite usava frequência de Banda S, que são menos vulneráveis a interferência atmosférica que a frequência em Banda C, e são bem adaptados ao clima tropical, como a Indonésia. O Cakrawarta 1 foi gerido e operado pela PT Media Citra Indostar (MCI), uma subsidiária da PT Indosat Tbk que foi criada em 22 de julho de 1991.
O serviço de Banda S DBS substancialmente aumentou a programação line-up e ampliou a base de assinantes da empresa usando antenas para satélite com pratos menores e menos caros com apenas 80 cm de diâmetro. Então, até o final de 1997, a empresa antecipou o fim de seu serviço analógico e encorajou seus assinantes a mudar para seu novo serviço DBS digital. Este sistema digital permitiu a Indovision a entregar áudio e vídeo com qualidade superior para seus assinantes.
Em maio de 2009, a Indovision lançou um novo satélite denominado de Indostar 2/Cakrawarata 2/ProtoSar 2. Mais tarde em maio de 2010 foi renomeado para SES-7.
Os canais HD estão programadas para o futuro, da Indovision. Atualmente a Indovision está testando dois canais em HD, o NatGeo HD e HBO HD. 

## Satélites
| Satélite   | Fabricante                       | Data do lançamento     | Veiculo de lançamento | Estado | Nota                                                                 |
| ---------- | -------------------------------- | ---------------------- | --------------------- | ------ | -------------------------------------------------------------------- |
| Indostar 1 | CTA Orbital Sciences Corporation | 12 de novembro de 1997 | Ariane 44L            |        | Também conhecido por Cakrawarta 1                                    |
| Indostar 2 | Boeing Satellite Systems         | 16 de maio de 2009     | Proton-M/Briz-M       | Ativo  | Ex-Galaxy 8iR. Também conhecido por ProtoStar 2 e Cakrawarta e SES-7 |